# イェレナ・トマシェヴィッチ
イェレナ・トマシェヴィッチ（セルビア語:Јелена Томашевић / Jelena Tomašević、1983年11月1日 - ）は、セルビア、クラグイェヴァツ出身の歌手である。ユーゴスラビア社会主義連邦共和国のセルビア社会主義共和国のネゴティン（Negotin）に生まれた。ユーロビジョン・ソング・コンテストの2008年大会にてセルビア代表として「Oro」を歌った。

## 来歴
イェレナ・トマシェヴィッチは8歳の頃、クラグイェヴァツで開かれた子供の音楽コンテスト「Šarenijada」に参加した、これが彼女の音楽キャリアの原点となる。トマシェヴィッチは、クラグイェヴァツの民謡グループKUDアブラシェヴィッチ（Kud Abrašević）に加わった。KUDアブラシェヴィッチは舞踊でヨーロッパ各地で多くの賞を受けており、またトマシェヴィッチのその一員の歌手として貢献した。やがてイェレナ・トマシェヴィッチはグループのメイン・ヴォーカリストの一人となった。これによって、トマシェヴィッチが大勢の前でその歌唱を披露する機会を得るようになった。トマシェヴィッチは1994年、クラグイェヴァツで開催されたユーゴスラヴ子供フェスティバルにて大勢の人々の前で歌い、優勝を果たした。
それ以降、イェレナ・トマシェヴィッチはチェコやベラルーシ、ブルガリアなどの国際的な音楽祭で歌い、多くの賞を受けた。トマシェヴィッチは2002年、アイドルシリーズに類するセルビア国営放送の「3K dur」というオーディション番組に参加した。

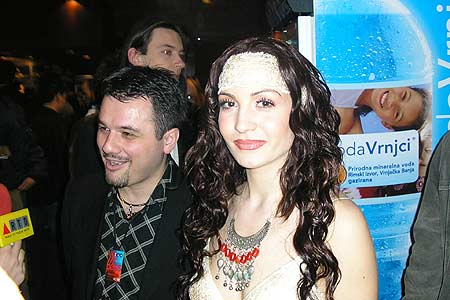
ベオヴィジヤ2005にて

2005年、イェレナ・トマシェヴィッチは、セルビアの人気歌手ジェリコ・ヨクシモヴィッチの下でプロの歌手としての活動を始めた。ヨクシモヴィッチはトマシェヴィッチのために「Jutro」という楽曲を製作し、トマシェヴィッチはこの曲でユーロビジョン・ソング・コンテストの国内選考のセルビア側予選であるベオヴィジヤ2005に参加した。これを通過してセルビア・モンテネグロ代表を選ぶ国内選考であるエヴロペスマに参加したが、最終的に優勝を逃した。エヴロペスマでは、モンテネグロ側審査員がセルビア側の有力参加者に1得点も与えないといった不公平な態度に終始するなど物議をかもしたが、トマシェヴィッチはこの中で2位に終わった。結局ユーロビジョン・ソング・コンテスト2005では、モンテネグロ側から参加したノー・ネームがセルビア・モンテネグロ代表として大会に参加することになった。その後2006年にセルビアとモンテネグロは平和裏に分離し、それぞれ独立した国となった。
2007年、ジェリコ・ヨクシモヴィッチが率いるレコード会社ミナコルドと契約を交わし、2008年にイェレナ・トマシェヴィッチのデビュー・アルバムが発売された。アルバムからシングルカットされた楽曲「Košava」は、2008年3月末にセルビア国営放送の番組「Beogradska Hronika」で紹介された。また、この年ジェリコ・ヨクシモヴィッチは、トマシェヴィッチのために楽曲「Oro」を作曲し、ベオヴィジヤ2008に挑んだ。トマシェヴィッチはこの大会に優勝し、同じくセルビアのベオグラードで開催されるユーロビジョン・ソング・コンテスト2008のセルビア代表に選ばれた。
イェレナ・トマシェヴィッチはまた、映画『Ivkova slava』（2006年）に客演して歌った。また、ジェリコ・ヨクシモヴィッチの2005年のアルバムにも客演し、2005年バスケットボール男子欧州選手権の開会も務めた。

## 私生活
イェレナ・トマシェヴィッチは2002年に高等学校を卒業した。同じ年、クラグイェヴァツ大学（University of Kragujevac）の英語学部での勉学を始めた。トマシェヴィッチは一時的に休学していたが、2009年に卒業を予定している。ユーロビジョン・ソング・コンテスト2007のセルビア代表であったマリヤ・シェリフォヴィッチも、トマシェヴィッチと同じクラグイェヴァツの出身である。
2008年4月、イェレナ・トマシェヴィッチが、セルビアの俳優イヴァン・ボシリチッチ（Ivan Bosiljčić）とデートしていると報じられた。

## ディスコグラフィー

### アルバム
| 年     | 情報                                                                                    |
| ------ | --------------------------------------------------------------------------------------- |
| 2007年 | Panta Rei - 初のスタジオ・アルバム - 発売: 2008年10月 - レーベル: ミナコルド - 形式: CD |

### シングル
| 年   | シングル                  | アルバム                          | 注                                       |
| ---- | ------------------------- | --------------------------------- | ---------------------------------------- |
| 2004 | Kad ne bude tvoje ljubavi | —                                 | エヴロペスマ2004参加曲                   |
| 2005 | Jutro                     | Panta Rei                         | ベオヴィジヤ2005、エヴロペスマ2005参加曲 |
| 2006 | Nema koga                 | Panta Rei                         | From the film Ivkova Slava               |
| 2008 | Oro                       | Panta Rei                         | ベオヴィジヤ2008優勝曲                   |
| 2008 | Košava                    | Panta Rei                         |                                          |
| 2008 | Okeani                    | Panta Rei                         |                                          |
| 2008 | Nikola Tesla              | Balkan Routes Vol.1: Nikola Tesla | Vocal appearance                         |
| 2009 | Time to Pray              | Time to Pray - Single             | シルショ、ボアズ・マウダ（Boaz）との共演 |